# Dino Battaglia
Pour les articles homonymes, voir Battaglia.
Dino Battaglia  (né le 1er août 1923 à Venise et mort le 4 octobre 1983 à Milan) est un auteur de bande dessinée italien. S'étant avant tout consacré aux adaptations d'œuvres littéraires (Poe, Rabelais, Stevenson, des contes, etc.), Battaglia a marqué, à partir de la fin des années 1970, nombre de dessinateurs italiens et français par sa capacité, dans ses travaux ambitieux, à rendre à merveille les atmosphères via un dessin précis et vaporeux tout en étant en permanence expérimental, des couleurs délicates, une mise en page inventive. Auteur d'une œuvre quantitativement imposante et très variée au-delà de ces célèbres adaptations (des hagiographies, des ouvrages didactiques, des séries de genres), il « figure parmi les artistes les plus importants de la bande dessinée transalpine ».

## Biographie
Battaglia publie des bandes dessinées dès la fin de la Seconde Guerre mondiale, dans le magazine Albo Uragano, Asso di picche, qu'il fonde avec d'autres dessinateurs. Ses premières publications (comme Jungleman, qu'il crée en 1948 et que reprend ensuite son ami Hugo Pratt) sont très marquées par l'influence de Milton Caniff). Dans les années 1950, il travaille pour L'Intrepido ou Il Vittorioso, et commence à trouver un style plus personnel. De 1950 à 1955, il dessine Pecos Bill sur des scénarios de Guido Martina, puis crée en 1955 El Kid, avec Giovanni Luigi Bonelli. À partir de 1962, il travaille au Corriere dei Piccoli, dont il devient un des principaux illustrateurs. Il y crée entre 1964 et 1967 de nombreuses histoires, comme La Pista dei quattro, Cinque su Marte ou l'adaptation d’Ivanhoé de Walter Scott.
Son entrée dans Linus, en 1968, marque un tournant dans son travail : ayant la possibilité de s'adresser uniquement aux adultes, Battaglia se tourne alors presque exclusivement vers les adaptations littéraires, « selon un mode narratif et graphique original, mêlant l'illustration et la bande dessinée », où l'expérimentation graphique et narrative est permanente. Ses premiers albums sont alors édités, à partir de 1972. Jusqu'à se mort, il adapte de nombreuses œuvres du patrimoine littéraire occidental, de Melville à Lovecraft en passant par Maupassant. Ces adaptations lui valent l'admiration de ses pairs et de la critique, en Italie comme en France
Parallèlement à cette veine d'inspiration littéraire, il écrit avec sa femme Laura des hagiographies catholiques publiées dans Il messagero dei ragazzi puis éditées en album par des éditeurs religieux, participe à des collections grands publics traduites dans plusieurs pays d'Europe, comme « Un Uomo et l'Avventura » (reprise par Dargaud et Mon journal), et à des ouvrages didactiques publiés  d'abord en France comme Histoire de France en bandes dessinées puis La Découverte du monde en bande dessinée.

## Prix
- 1970 :  Prix Yellow-Kid de l'auteur italien
- 1975 :  Prix du dessinateur étranger au festival d'Angoulême

## Œuvres publiées

### En italien

#### Albums
- Totentanz, Milano Libri, 1972
- L'Uomo della Legione, Cepim, 1977
- L'Uomo del new England, Cepim, 1978
- Battaglia racconta Maupassant, Milano Libri, 1978
- San Francesco, Messagero, 1979
- Caricaaa!!, Fabbri, 1979
- Uomini in Guerra, Fabbri, 1979
- Uomini, donne e santi, Messagero, 1979
- Till Ulenspiegel, Paoline, 1979
- Uomini coraggiosi, Fabbri, 1980
- Jungleman (dessin), avec Hugo Pratt (dessin) et Alberto Ongaro (scénario), Fabbri, 1980
- Une histoire dans Casanova, L'Isola Trovata, 1980
- Sant'Antonio, Messagero, 1980
- Gargantua, Paoline, 1980
- Une histoire dans I Crociati, Il Gatto e la Volpe, 1982
- I cinque delle Selena, Ivaldi, 1982
- I delitti della Fenice, L'Isola Trovata, 1983
- Une histoire dans Americani, Mondadori, 1983
- Dottor Jekyll & Mister Lovecraft, Del Grifo, 1983
- La Mummia, l'Isola Trovata, 1984

### En français

#### Publications dans des Petits Formats
- Le corsaire de la Méditerranée dans Jim Taureau n°50 à 52, Sagédition (traduction de "Il corsario dell mediterraneo" publié dans "Il Vittorioso" en 1957-58, texte de Daniele Forina)
- Oliver Bold dans "Bugs Bunny "2e série n°91-95, Sagédition ("Knock Out" de 1959 à 1961, Angleterre)
- El Kid dans "Spécial Kiwi" n°44-46, Lug  (texte de G.L. Bonelli en 1955-56)
- Opération K.M.S dans "Bugs Bunny" 2e série n°9-12, 1962, Sagédition ( "Il Corriere dei Piccoli" en 1960, texte de Priznel)
- Le Petit Prince dans "Rintintin et Rusty vedettes TV" n°20-25, Sagédition (Il Piccolo Re en 1961-62 sur textes de Mario Faustinelli, "Il Corriere dei Piccoli")
- La piste des 4 dans "Jim Taureau" n°93, Sagédition ("La pista dei quattro" dans "Il Corriere dei Piccoli"),
- Séléna dans "Rintintin et Rusty vedettes TV" n°74, Sagédition (Cinque della Selena", "Il Corriere dei Piccoli n° 47 à 62, 1965
- Le pont de Remagen dans "Rintintin et Rusty" n°4, 1970, Sagédition (Il ponte di Remagen, série  "Li grande avventure di Pace et di Guerra", "Il Corriere dei Piccoli)
- La bataille de Midway dans "Rintintin et Rusty" n°10, Sagédition (La Battaglia del Midway, série "Li grande avventure di Pace et di Guerra", "Il Corriere dei Piccoli" n°28, 1968
- La cité perdue dans "Rintintin et Rusty" n°11, Sagédition (La Città perduta série "Li grande avventure di Pace et di Guerra", "Il Corriere dei Piccoli"n° 22, 1969, texte de Mino Milani)
- Duel dans le ciel dans "Rintintin et Rusty" n°13, Sagédition (Duello nell'aria, série  "Li grande avventure di Pace et di Guerra", "Il Corriere dei Piccoli" n°29 en 1969, texte de Mino Milani)
- La révolte des Cipayes dans "Rintintin et Rusty" n°16, Sagédition (La revolta dei Sepoys,  série  "Li grande avventure di Pace et di Guerra", "Il Corriere dei Piccoli"n°7, 1969)

#### Publications dans des périodiques
1. Le Golem, dans Pilote, 1973
2. 4 récits complets dans Pilote, 1974 et 1979-1980

#### Albums
- François d'Assise (dessin), avec Giovanni Colasanti (scénario), Fleurus, coll. « Vivants Témoins » n°1, 1976. Réédition Mosquito, 2011
- Les Fioretti de François d'Assise (dessin), avec Giovanni Colasanti et Laura Battaglia (scénario), Fleurus, coll. « Vivants Témoins » n°2, 1976
- Thyl l'espiègle, d'après Charles De Coster, Jean Capelle éditions / Louis Musin éditions, 1977[5],[6]
- Une histoire dans Amours et enfer, Fleurus, coll. « Vivants Témoins » n°5, 1977
- L'Homme de la légion, Dargaud, coll. « Un homme, une aventure », 1978. Réédition Mosquito, 2009, série Un homme, une aventure, t. 1
- Jungleman (dessin), avec Hugo Pratt (dessin) et Alberto Ongaro (scénario), Glénat, 1979
- « Expédition Citroën Centre-Asie, de Beyrouth à Pékin en autochenilles » (dessin), avec Jacques Bastian (scénario), dans La Découverte du Monde en bandes dessinées t. 21 : La Croisière Jaune, Larousse, 1980
- Une histoire dans Casanova,  Glénat, 1981
- Ivanhoé suivi de Le flèche noire, d'après Robert Louis Stevenson, Les Humanoïdes Associés, 1982
- Battaglia raconte Guy de Maupassant, Dargaud, coll. « Pilote », deux volumes, 1983 et 1984
- Des Exploits et des hommes, t. 3 : L'Homme de la Nouvelle-Angleterre, Mon journal, 1984. Réédition Mosquito, 2010, série Un homme, une aventure, t. 2
- Totentanz, Vertige Graphic, 1993
- Histoires extraordinaires, d'après Edgar Allan Poe, Vertige Graphic, 1993
- Les enquêtes de l'inspecteur Coke, Mosquito. Commencée à la fin de sa vie avec son épouse Laura, la série des enquêtes de l'inspecteur Coke ne connaît que deux épisodes, le troisième épisode demeurant inachevé[7] :

1. La momie, 1999[8]
2. Les Crimes du Phénix et Le Monstre de la Tamise, 2000[9].

- Gargantua et Pantagruel, d'après François Rabelais, Mosquito, 2001[10].
- Maupassant - Contes et nouvelles de guerre, d'après Guy de Maupassant, Mosquito, 2002
- Contes et récits fantastiques, Mosquito :

1. Les Romantiques allemands - Woyzeck, d'après Ernst Theodor Amadeus Hoffmann, Adelbert von Chamisso, et Georg Büchner, 2003
2. Le Golem, 2004
3. Edgar A. Poe - Histoires, d'après Edgar Allan Poe, 2005

- Contes et légendes, Mosquito :

1. Le géant égoïste, 2006
2. Thyl l'espiègle, 2007
3. Le Cœur dans un écrin, 2008

- Le Chat Botté, collection Nec Plus, Mosquito, 2012. Dino Battaglia en fait une création hybride: mi-bande dessinée, mi-album d'illustration (il y mêle des récitatifs tirés du conte, des illustrations, et dans les bulles, les propos des personnages), ses dessins sont à la fois réalistes et cartoonesques selon les personnages représentés[11].

#### Illustration
- Dino Battaglia illustrateur, Mosquito, 2009

### Documentation
Articles de revues, dictionnaires, collectifs
- Anita Van Belle, « Battaglia le méconnu », dans Les Cahiers de la bande dessinée n°57, avril 1984, p. 37-40
- Patrick Gaumer, « Dino Battaglia », dans le Larousse de la BD, Larousse, Paris, 2004, p. 56-57

Ouvrages, dossiers de revues
- (it) Numéro d'Orient Express spécial Battaglia, L'Isola Trovata, décembre 1983
- (it) Vincenzo Mollica (dir.), Dino Battaglia, Del Grifo, coll. « L'Autore e il fumetto » n°3, 1981

Bibliographie
- Battaglia sur le site BDoubliées
- Michel Béra, Michel Denni, Philippe Mellot, BDM 2009-2010, Éditions de l'Amateur, Paris, 2008